# Progressió per quintes

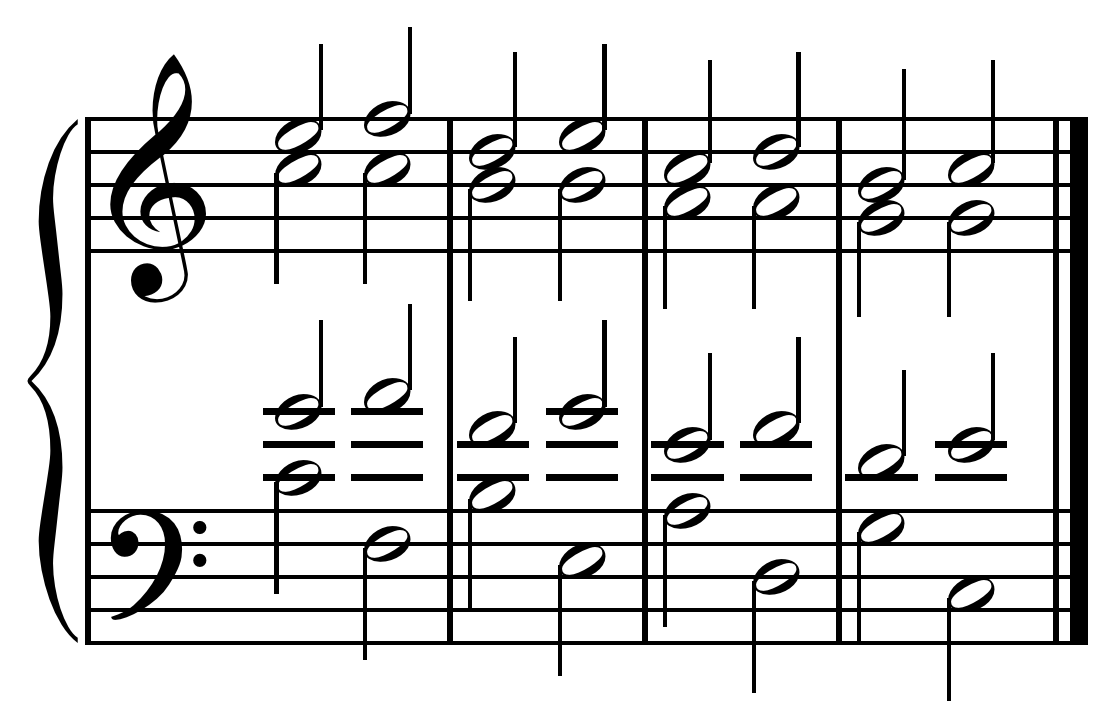
Progressió per quintes

Una progressió per quintes o dominants secundàries és, en música, un encadenament d'acords que es vincula al cercle de quintes, encara que no està directament relacionat a ell pel fet que normalment les progressions es realitzen en una o dues escales i el cercle de quintes recorre totes. És la més senzilla i directa de les progressions possibles. Consisteix en succeí un darrere l'altre els graus d'una escala les fonamentals estan a una Quarta justa ascendent o quinta justa descendent. Val a dir a més que l'efectivitat d'aquesta progressió es deu principalment al fet que cada parell d'acords té una relació de dominant-tònica En forma real o bé associada a ella (ex: l'enllaç VII-III no és exactament aquesta relació però cromatitzant la 3a i la 5a del VII s'obté un dominant del III)
Aquesta progressió pot ser diatònica (si no és cromatitzant els acords i es roman en una escala determinada) o cromàtica (quan se'ls s'altera amb la finalitat de generar dominants secundàries dels graus)
Durant el Barroc i gran part del Classicisme aquesta progressió fou freqüentment utilitzada especialment per a realitzar modulacions.
El següent exemple és un cas de progressió per quinta diatònica (unitone, és a dir que torna a la tònica inicial, no modula):